# اوستانک
اوستانک (به لاتین: Ustanak) یک منطقهٔ مسکونی در تاجیکستان است که در ولایت سغد واقع شده‌است.